# Tanintharyi
Tanintharyi o Tenasserim (birmano: တနင်္သာရီမြို့; siamés: ตะนาวศรี) es una localidad de Birmania perteneciente a la región homónima del sur del país. Aunque es la localidad histórica que da nombre a la región, actualmente no es ni su capital (que es Dawei) ni su ciudad más poblada (que es Myeik). Dentro de la región, Tanintharyi es la capital del municipio homónimo en el distrito de Myeik.
En 2014 tenía una población de 5514 habitantes, albergando aproximadamente a la vigésima parte de la población del municipio.
Se ubica a orillas del río Tanintharyi, unos 50 km al sureste de la capital distrital Myeik sobre la carretera que lleva a Kawthaung.

## Historia
Durante siglos fue uno de los puertos más importantes de Tailandia, que a través de su río daba entrada y salida a sus productos por el mar de Andamán. Llegó a tener importantes relaciones comerciales con los navegantes europeos a partir del siglo XVII. Debido a que su ubicación geográfica no era tan importante para los birmanos, quienes ya tenían amplio acceso al mar de Andamán, cuando estos conquistaron el área destruyeron la ciudad en varios ataques entre 1759 y 1767, quedando desde entonces como una localidad agrícola.
De su época tailandesa se conservan dos pagodas, restos de la muralla de ladrillo y barro que rodeaba la localidad y un pilar de piedra del siglo XIV que marcaba su centro histórico.